# 누층

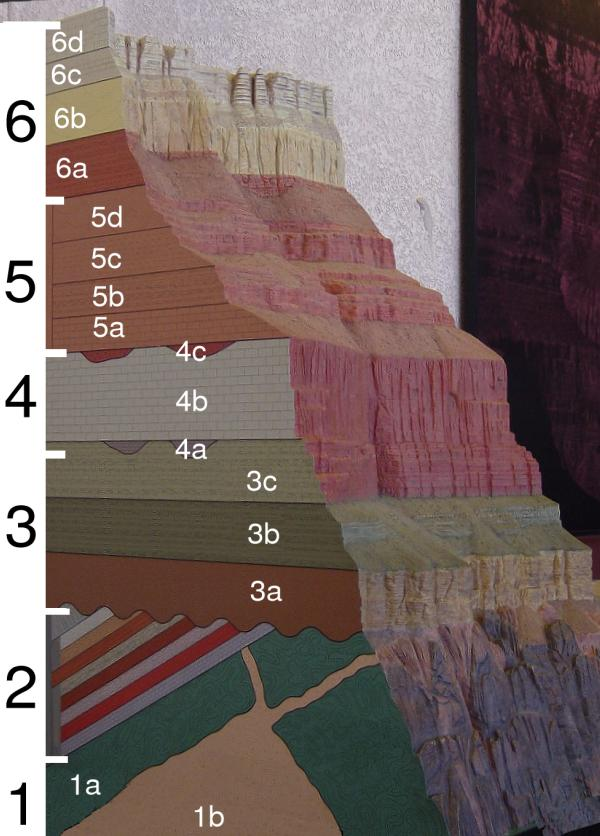
A geologic cross section of the Grand Canyon. Black numbers correspond to groups of formations and white numbers correspond to formations (click on picture for more information).

누층(formation)은 퇴적암체를 암상, 즉 구성지층 또는 암석의 특징에 의해 층서적으로 분류할 때의 기본 단위. 유사한 암상을 나타내고 야외에서 다른 것과 쉽게 식별되며 지질도에 표시될 수 있는 규모의 지층·암석의 집합체를 말한다.